# Teimei
La emperatriz Teimei (貞明皇后 Teimei-kōgō?) (25 de junio de 1884 - 17 de mayo de 1951) fue la emperatriz consorte del Emperador Taishō de Japón. Nacida como Sadako Kujō (九条節子 Kujō Sadako?), fue la madre del emperador Shōwa. Su nombre póstumo, Teimei, significa "Constancia Iluminada".

## Biografía
Sadako Kujō nació en Tokio, fue la cuarta hija del duque Michitaka Kujō, heredero de la familia Kujō del clan Fujiwara. Su madre fue Ikuko Noma.
Se casó con el príncipe heredero Yoshihito (el futuro emperador Taishō) el 25 de mayo de 1900. La pareja vivió en el recién construido Palacio Akasaka de Tokio, fuera del conjunto de edificios del Palacio Imperial. Al dar a luz a un hijo varón, el príncipe Hirohito (futuro emperador Shōwa) en 1901, se convirtió en la primera consorte de un príncipe o emperador en engendrar al heredero oficial al trono desde 1750.
Se convirtió en la emperatriz (Kōgō) cuando su marido ascendió al trono el 30 de julio de 1912. Debido a la aparente debilidad de su marido ella tomó un papel importante en la vida imperial, siendo además una colaboradora activa en la Cruz Roja japonesa (Nippon Sekijūjisha). Las relaciones entre el emperador y la emperatriz fueron muy cordiales, un signo de ello fue la falta de interés del emperador Taishō en obtener alguna concubina, rompiendo así con una tradición imperial japonesa centenaria. La emperatriz tuvo cuatro hijos.
Tras la muerte del emperador Taishō el 25 de diciembre de 1926, su título imperial pasó a denominarse emperatriz viuda (皇太后 Kōtaigō?) -que significa "viuda del emperador previo"-. Ella se opuso abiertamente a la participación de Japón en la II Guerra Mundial, esto le provocó un desencuentro con su hijo Hirohito. Desde 1943 ella trabajó en un segundo plano con su tercer hijo el príncipe Takamatsu para provocar la destitución del primer ministro Hideki Tōjō.
Murió en el Palacio Omiya de Tokio a los 66 años, fue enterrada junto a su marido Taishō Tennō en el Tama no higashi no misasagi (多摩東陵) del Cementerio Imperial Musashi de Tokio.

## Títulos
| ● 25 de junio de 1884-25 de mayo de 1900:      | Señorita Sadako Kujō            |
| ● 25 de mayo de 1900-30 de julio de 1912:      | Su alteza imperial la princesa  |
| ● 30 de julio de 1912-25 de diciembre de 1926: | Su majestad la emperatriz       |
| ● 25 de diciembre de 1926-17 de mayo de 1951:  | Su majestad la emperatriz viuda |

Título póstumo:
| ● /-/: | Su majestad la emperatriz Teimei |

## Distinciones honoríficas

### Distinciones honoríficas japonesas
- Dama Gran Cordón de la Orden de la Preciosa Corona
- Dama Gran Cordón de la Orden del Sagrado Tesoro

### Distinciones honoríficas extranjeras
- Dama Gran Cruz de la Orden de las Damas Nobles de la Reina María Luisa

## Descendencia
| Nombre                       | Nacimiento             | Matrimonio               | Matrimonio              | Descendencia |
| ---------------------------- | ---------------------- | ------------------------ | ----------------------- | --- |
| Hirohito, Emperador Shōwa    | 29 de abril de 1901    | 26 de enero de 1924      | Princesa Nagako de Kuni | Shigeko, Princesa Teru Sachiko, Princesa Hisa Kazuko, Princesa Taka Atsuko, Princesa Yori Akihito, Emperador de Japón Masahito, Príncipe Hitachi Takako, Princesa Suga |
| Yasuhito, Príncipe Chichibu  | 25 de junio de 1902    | 28 de septiembre de 1928 | Setsuko Matsudaira      | |
| Nobuhito, Príncipe Takamatsu | 3 de enero de 1905     | 4 de febrero de 1930     | Kikuko Tokugawa         | |
| Takahito, Príncipe Mikasa    | 2 de diciembre de 1915 | 22 de octubre de 1941    | Yuriko Takagi           | Princesa Yasuko de Mikasa Príncipe Tomohito de Mikasa Yoshihito, Príncipe Katsura Princesa Masako de Mikasa Norihito, Príncipe Takamado                                |

## Galería

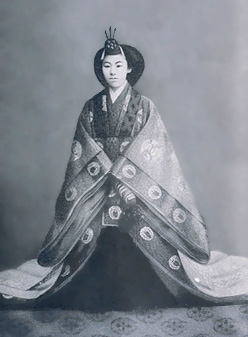
La emperatriz Teimei recién coronada en jūnihitoe, 1912.
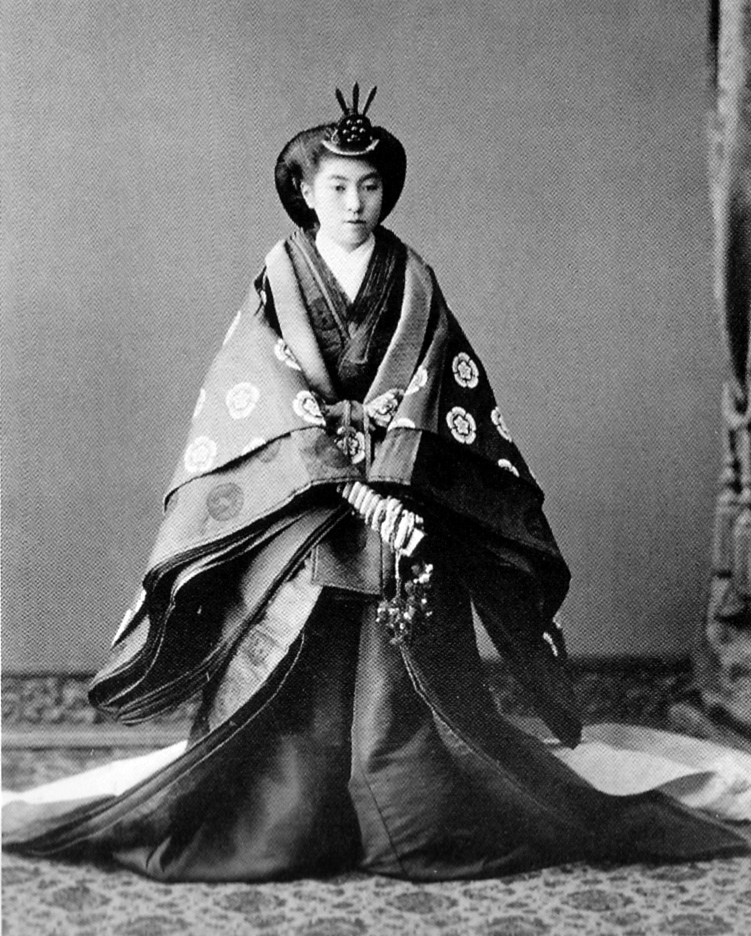
La princesa Sadako el día de su boda en 1900.
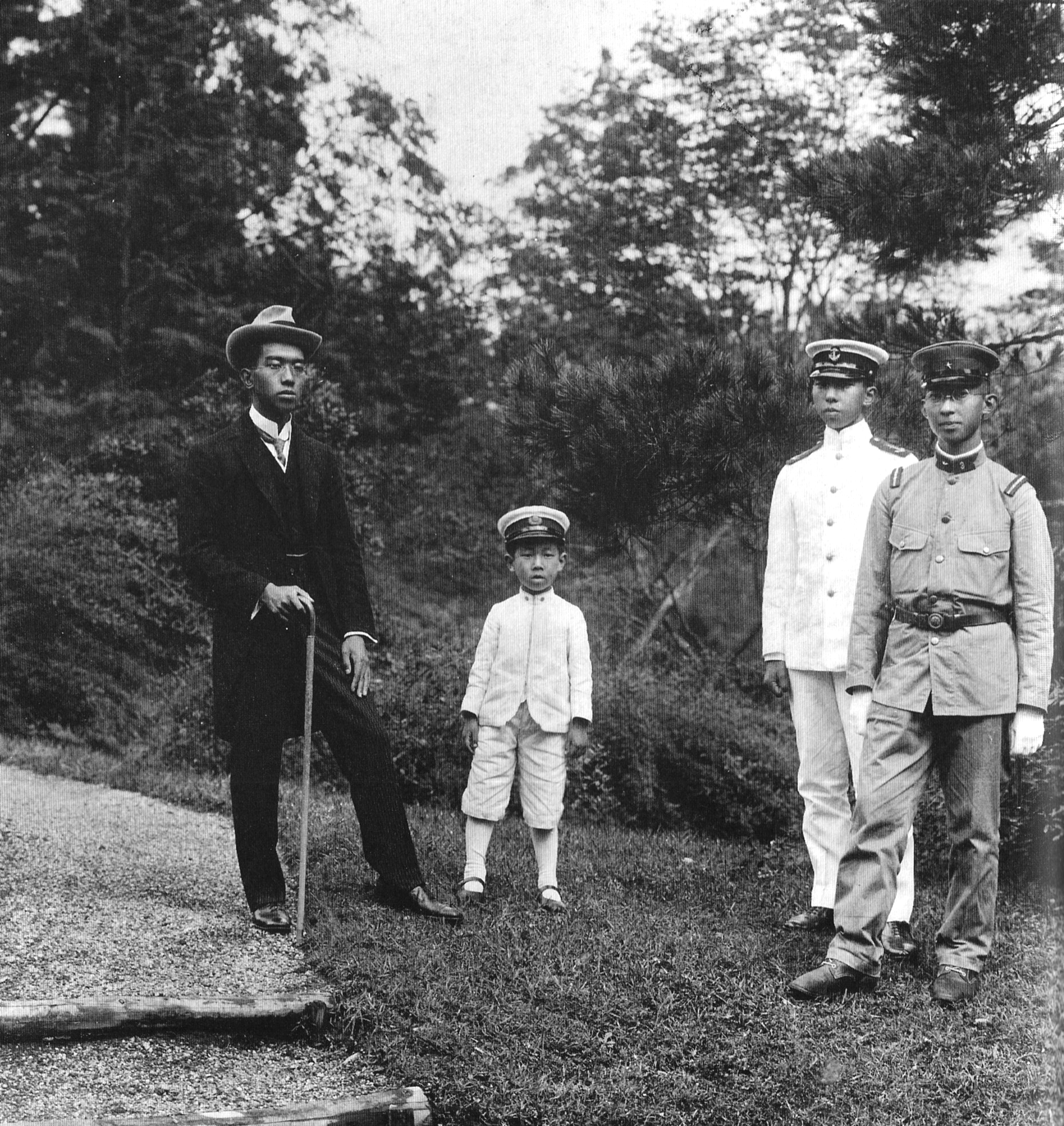
Los cuatro hijos de la emperatriz en 1921: Hirohito, Takahito, Nobuhito y Yasuhito.
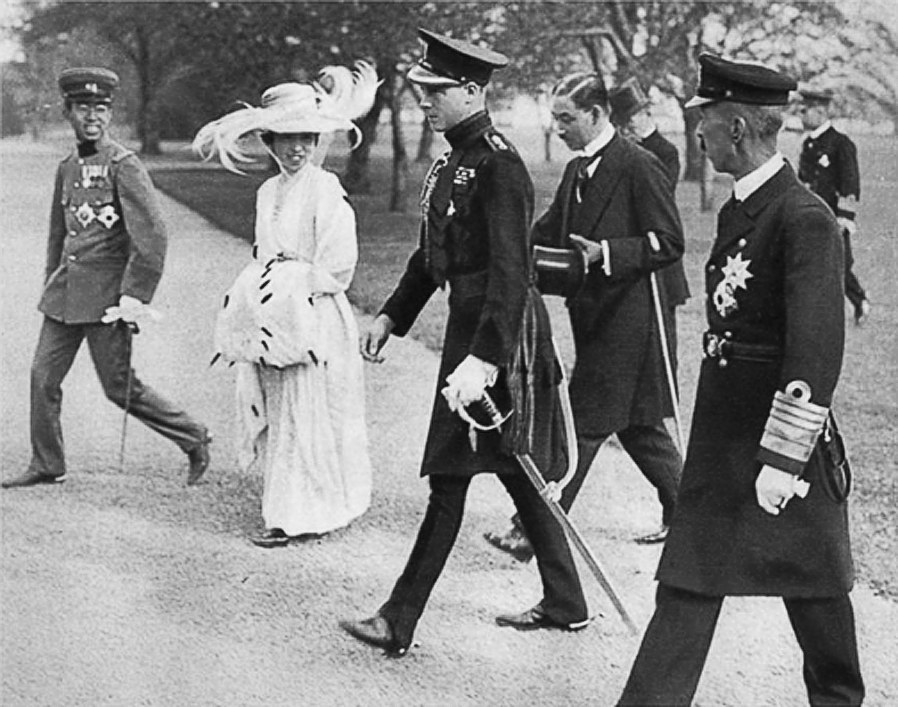
La emperatriz Teimei con el príncipe Hirohito y el príncipe de Gales (posteriormente Eduardo VIII) en 1922.
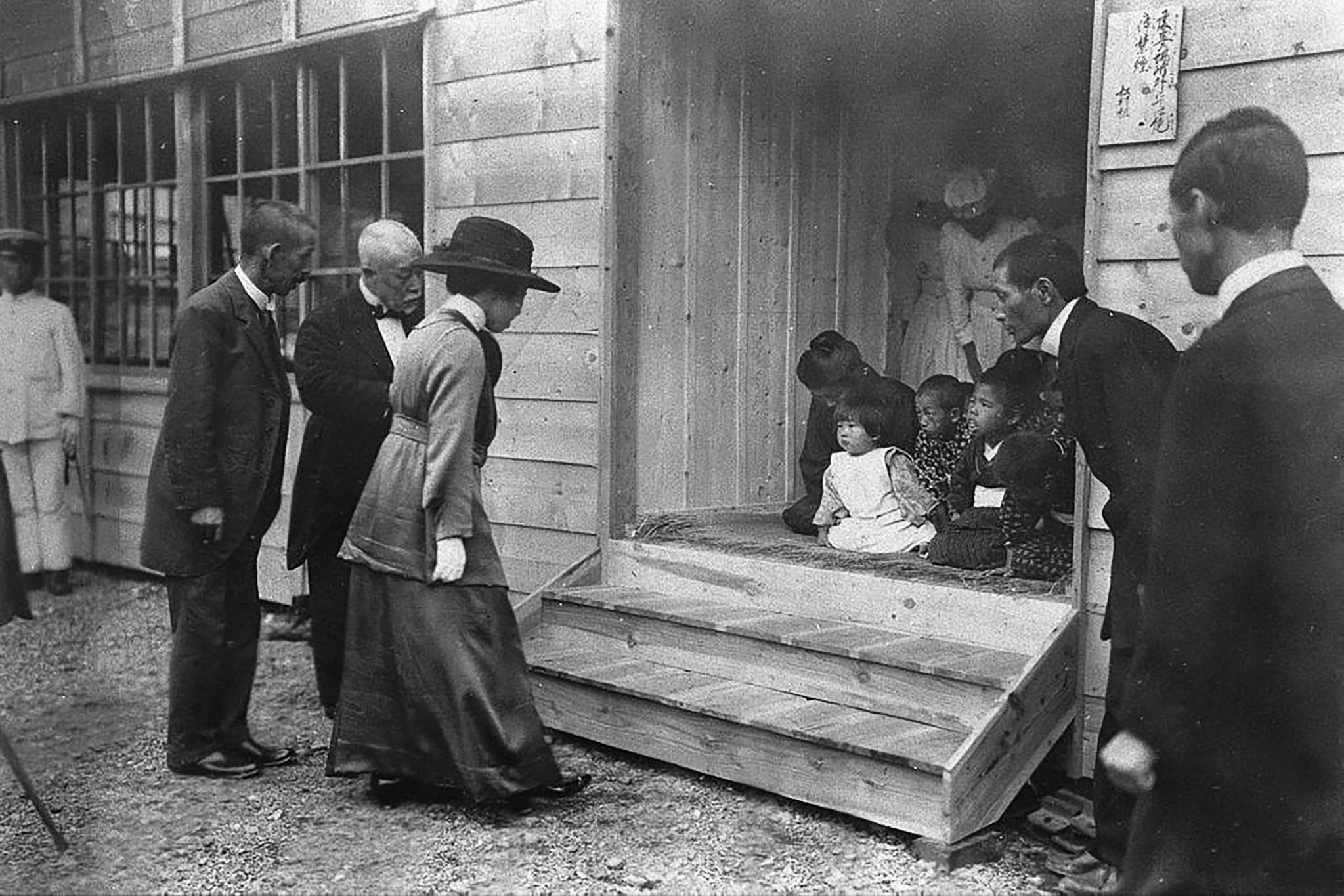
Teimei visitando a los supervivientes del Gran terremoto de Kanto en 1923.
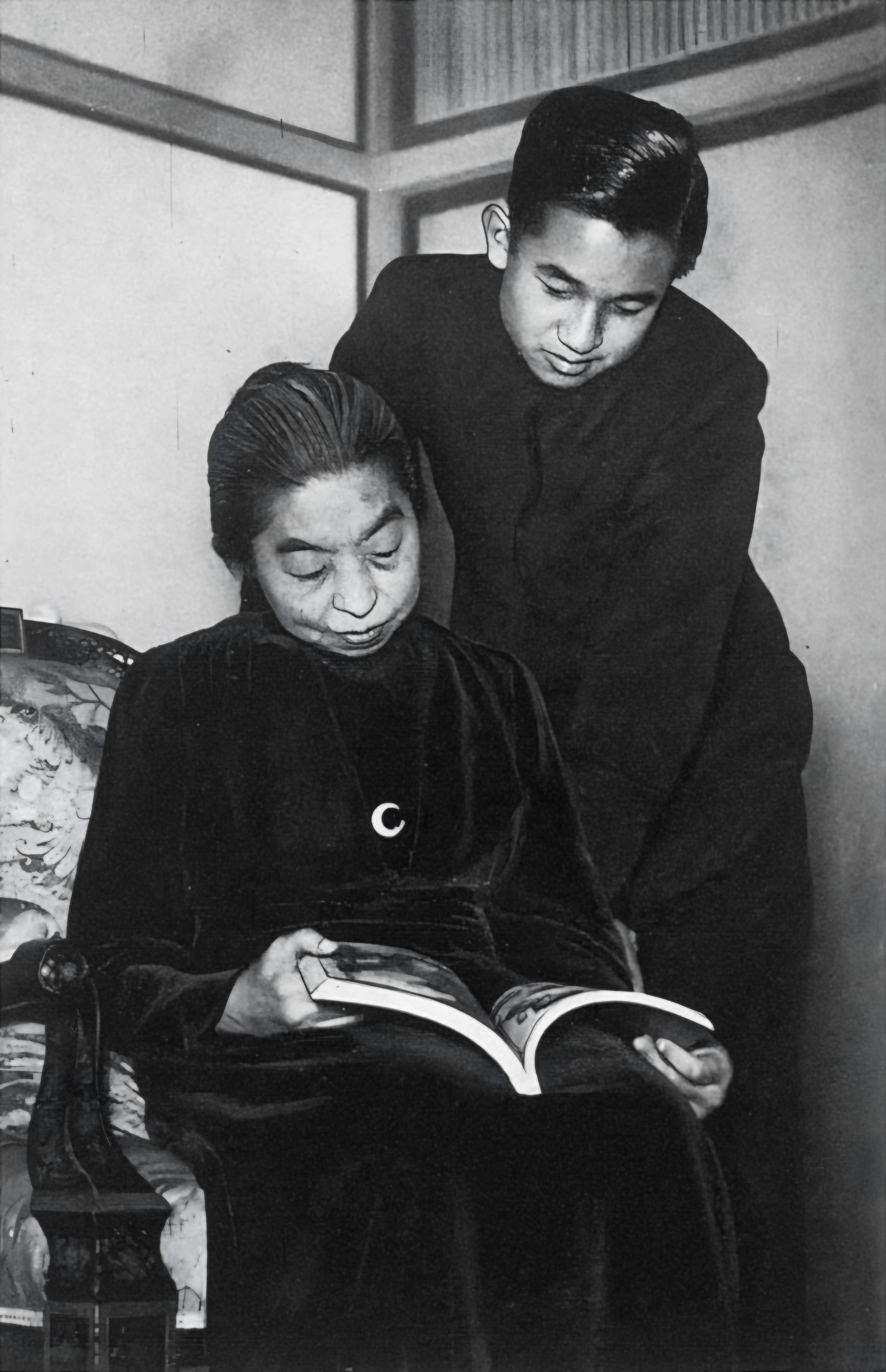
Teimei con su nieto el príncipe Akihito en 1949.